# Aéroport de Karchi
Ne doit pas être confondu avec Aéroport de Karachi.
L'aéroport de Karchi (code IATA : KSQ • code OACI : UTSK) est un aéroport dans le sud-est de l'Ouzbékistan, dans le sud-ouest de Karchi. 

## Compagnies aériennes et destinations
| Compagnies                 | Destinations                                                        |
| -------------------------- | ------------------------------------------------------------------- |
| Aeroflot opéré par Rossiya | Saint-Pétersbourg-Poulkovo                                          |
| Uzbekistan Airways         | Moscou-Domodédovo, Navoï (en), Saint-Pétersbourg-Poulkovo, Tachkent |

Édité le 18/06/2017